# Emily McInerny
Emily Katherine McInerny (Bendigo, 30 aprile 1978) è un'ex cestista australiana.

## Carriera
Con l'Australia ha disputato i Campionati mondiali del 2006 e due edizioni dei Campionati oceaniani (2005, 2007).